# (2843) Yeti
(2843) Yeti (1975 XQ) – planetoida z grupy pasa głównego asteroid okrążająca Słońce w ciągu 3,49 lat w średniej odległości 2,3 j.a. Odkryta 7 grudnia 1975 roku.